# Açorite
Açorite  é o nome atribuído a uma variedade de zircão que ocorre em rochas traquíticas das ilhas dos Açores.